# Upper Heyford (Northamptonshire)
Upper Heyford is een civil parish in het bestuurlijke gebied Daventry district, in het Engelse graafschap Northamptonshire met 77 inwoners.